# Урег-нур
Урег-нуур — (монг.: Үүрэг нуур) — велике безстічне солонувате озеро на заході Монголії, аймак Баян-Улгий. Має прозору воду, одна з туристичних принад Монголії. Навколо озера чудово збереглися тюркські кам'яні фігури, кургани та наскельні малюнки.